# Ceramide

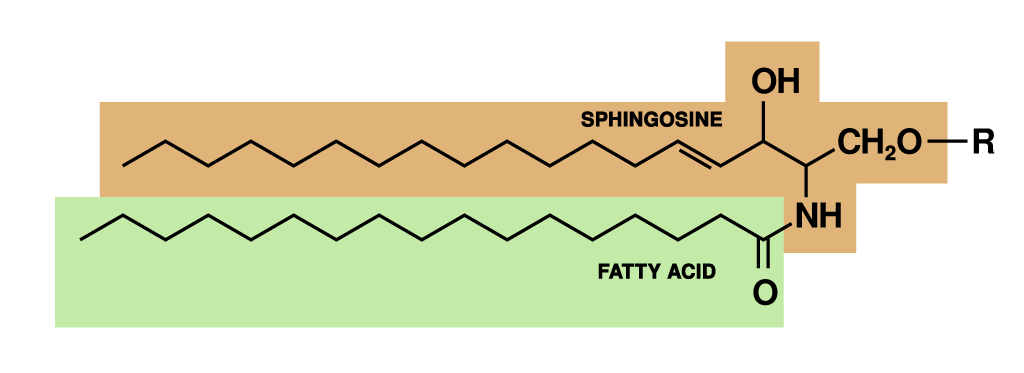
Struttura chimica generale di sfingolipidi. Diversi sostituenti di (R) creano: H - ceramide, fosfocoline - sfingomieline, zuccheri(s) - glicosfingolipidi(s)

Le ceramìdi sono una famiglia di molecole lipidiche. Una ceramide è composta dalla sfingosina e da un acido grasso legati da un legame carboammidico. Ceramidi si trovano in alta concentrazione nelle membrane cellulari. Dalla ceramide deriva, per legame con la fosfocolina, la sfingomielina, uno dei principali lipidi del doppio strato lipidico delle membrane cellulari.
Per anni si riteneva che le ceramidi e altri sfingolipidi nella membrana cellulare fossero puramente elementi strutturali. Questo è riduttivo: uno degli aspetti affascinanti delle ceramidi è il fatto che possono essere liberati dalla membrana via di enzimi per fungere come trasmettitori di segnali.

Ceramide

Le funzioni meglio note delle ceramidi come segnalatori cellulari concerne la regolazione cellulare di:
- differenziazione
- proliferazione
- morte programmata (PCD)
- apoptosi (tipo I PCD)

Grazie alle ultime funzioni citate, le ceramidi si chiamano talvolta "messaggeri di morte cellulare".
In ambito di laboratorio, vengono impiegate la C2- e la C6-ceramide per delucidare i meccanismi molecolari con cui esse inducono il programma apoptotico.
Studi approfonditi negli ultimi 10 anni hanno evidenziato che queste molecole pleiotropiche posseggono diversi bersagli intracellulari con cui riescono a mediare i loro effetti sia sul differenziamento che la morte cellulari.
Alcuni di questi sono delle isoforme della protein-chinasi calcio- e fosfolipide-dipendente, o protein-chinasi C (PKC) ed una protein-chinasi che sembra legarla come substrato preferenziale denominata CAPK/KSR.
Delle ceramidi sono contenuti in prodotti animali e vegetali, in alte concentrazioni p. es. in cera d'api, lanolina, cera di carnauba e olio di jojoba.